# Yeoryos Kolettis
Yeoryos Kolettis (en griego: Γεώργιος Κολέτης) fue un deportista griego que compitió en ciclismo en la modalidad de pista. Participó en los Juegos Olímpicos de Atenas 1896, obteniendo una medalla de plata en la prueba de 100 km.

## Medallero internacional
| Juegos Olímpicos | Juegos Olímpicos | Juegos Olímpicos | Juegos Olímpicos |
| Año              | Lugar            | Medalla          | Competición      |
| ---------------- | ---------------- | ---------------- | ---------------- |
| 1896             | Atenas (Grecia)  | Medalla de plata | 100 km           |